# Leskia lineata
Leskia lineata là một loài ruồi trong họ Tachinidae.